# Dennis de Vreugt
Dennis de Vreugt (ur. 4 listopada 1980) – holenderski szachista, arcymistrz od 2000 roku.

## Kariera szachowa
W roku 1994 zdobył w Hengelo tytuł mistrza Holandii juniorów do 16 lat. W następnym roku wystąpił w Żaganiu w mistrzostwach Europy w tej samej kategorii wiekowej, zajmując dzielone IV-VI miejsce (wraz z m.in. Rafałem Antoniewskim). Pod koniec lat 90. osiągnął największe sukcesy w karierze, dwukrotnie zdobywając tytuł mistrza Europy juniorów: w roku 1998 w Mureck (do lat 18), natomiast w 1999 - w Patras (do lat 20). Dzięki tym sukcesom został zakwalifikowany do reprezentacji kraju na olimpiadę szachową w Stambule w roku 2000, w turnieju tym nie rozegrał jednak ani jednej partii. W 2002 podzielił II miejsce (za Jewgienijem Aleksiejewem) w otwartym turnieju w Hoogeveen, natomiast w 2003 znalazł się (wraz z m.in. Bartoszem Soćko, Wadimem Miłowem, Aleksandrem Moisejenko oraz Liviu -Dieterem Nisipeanu) wśród dziewięciu zwycięzców kolejnego openu, rozegranego w Santo Domingo.
Najwyższy ranking w karierze osiągnął  1 lipca 2000 r., z wynikiem 2511 punktów zajmował wówczas 15. miejsce ns światowej liście juniorów Międzynarodowej Federacji Szachowej.